# Erich Schöppner
Erich Schöppner (* 25. Juni 1932 in Witten; † 12. September 2005) war einer der besten deutschen Amateur- und Profi-Boxer in den 1950er und 1960er Jahren.

## Amateurlaufbahn
Erich Schöppner begann in Witten mit dem Boxen und entwickelte sich schnell zu einem Klasseboxer. Schon mit 20 Jahren wurde er 1952 deutscher Meister im Halbmittelgewicht. Er bekam so die Chance, Deutschland bei den Olympischen Spielen in Helsinki zu vertreten. Im Halbmittelgewicht hatte er in der 1. Runde Freilos, schlug in der 2. Runde Büchi, Schweiz, nach Punkten und unterlag in der 3. Runde dem Südafrikaner van Schalwyck, der später die Silbermedaille gewann, nach Punkten.
Seinen zweiten deutschen Meistertitel gewann Erich Schöppner, inzwischen ins Halbschwergewicht gewachsen, 1955. Zum Höhepunkt seiner Amateurlaufbahn wurden die Europameisterschaften 1955 in Berlin. Im Finale schlug er den Titelverteidiger Ulli Nitzschke aus der DDR, der einen Kopf größer als er war und die weitaus größere Reichweite hatte, überlegen nach Punkten und wurde somit Europameister.
Danach beendete er seine Amateurlaufbahn. In 276 Kämpfen hatte er 246 Siege erzielt, 14 mal unentschieden gekämpft und nur 16 mal verloren.

## Profilaufbahn
Seinen ersten Profikampf bestritt Erich Schöppner am 22. Januar 1956. Insgesamt bestritt er bis 1966 40 Profikämpfe, von denen er 34 gewann, fünfmal unentschieden boxte und nur einen Kampf verlor. Er gewann 1958 durch einen K.-o.-Sieg über seinen ehemaligen Trainingspartner Willi Hoepner den DM-Titel und am 12. Dezember 1958 durch einen K.-o.-Sieg in der fünften Runde über denselben Gegner auch den EM-Titel. Der Europameisterschaftskampf wurde in Hamburg ausgetragen, er zog 6000 Zuschauer in die Ernst-Merck-Halle. Schöppner, der wie zuvor Hoepner von Trainer Otto Schmidt betreut wurde, wurde dadurch der vierte deutsche Boxer, der nach dem Zweiten Weltkrieg Europameister wurde. Er behielt den Titel bis zum 23. Mai 1963. Er war kein großer Puncher, konnte den Mittelgewichtler Peter Müller nur auspunkten. Zum oft angekündigten WM-Kampf gegen Archie Moore kam es nie.
1961 wurde er auch noch deutscher Meister im Schwergewicht gegen Albert Westphal und verteidigte den Titel gegen Hans Kalbfell.
Nach dem Verlust des EM-Titels 1963 trat er zurück, ließ sich aber 1966 dazu verleiten, gegen den Prinzen von Homburg (Norbert Grupe jun.) anzutreten. Der Kampf ging für ihn glimpflich aus – unentschieden. Danach boxte er nie wieder.
In seiner langen Profilaufbahn besiegte er auch so starke Gegner wie Henry Cooper (England), Germinal Ballarin (Frankreich) oder Chuck Spieser und boxte unentschieden gegen Doug Jones (USA).
Nach seiner Profilaufbahn startete er verschiedene berufliche Anläufe. Erst die Übernahme des Hotels Königsborner Hof in Dortmund zusammen mit Frau Ingrid und Sohn Erich brachte den gewünschten geschäftlichen Erfolg für den in Unna lebenden Schöppner, der zudem als Verwaltungsangestellter der Stadt Dortmund tätig war.

## Meisterschaftskämpfe
(EM = Europameisterschaft, DM = deutsche Meisterschaft, HS = Halbschwergewicht, S = Schwergewicht)
- 22. Februar 1958 in Dortmund, DM, HS, K.-o.-Sieg 1. Runde über Willi Hoepner, Kiel,
- 12. Dezember 1958 in Hamburg, EM, DM, HS, K.-o.-Sieg 5. Runde über Willi Hoepner, Kiel,
- 11. April 1959 in Dortmund, EM, HS, Punktsieg über Rocco Mazzola, Italien,
- 6. November 1959 in Hamburg, EM, HS, Punktsieg über Santo Amonti, Italien,
- 9. April 1960 in Frankfurt am Main, EM + DM, Punktsieg über Helmut Ball,
- 5. Februar 1961 in Dortmund, EM, HS, Sieger d. t.K.o. 13. Runde über Paul Roux, Frankreich,
- 9. September 1961 in Dortmund, DM, S, Punktsieg über Albert Westphal, Hamburg,
- 11. November 1961 in Dortmund, DM, S, Punktsieg über Hans Kalbfell, Hagen,
- 23. Mai 1963 in Rom, EM, HS, Punktniederlage gegen Giulio Rinaldi, Italien.